# فارابی

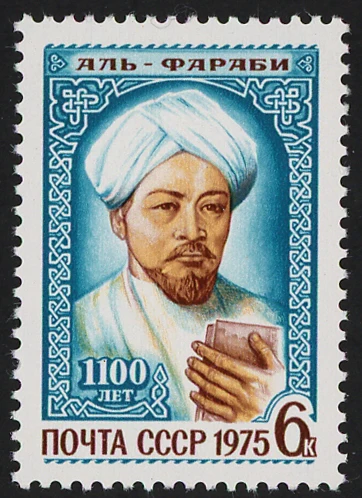
تمبر بزرگداشت ۱۱۰۰مین سالگرد تولد فارابی، چاپ شوروی، ۱۹۷۵

ابونصر محمد فارابی (به عربی: أبو نصر محمد الفارابی، متولد حدود ۸۷۰ میلادی – درگذشته بین ۱۴ دسامبر ۹۵۰ تا ۱۲ ژانویه ۹۵۱ میلادی)، که در غرب لاتین با نام آلفارابیوس شناخته می‌شد، فیلسوف و نظریه‌پرداز موسیقی در دوره اسلامی بود. او به عنوان پدر نئوافلاطونی اسلامی و بنیانگذار فلسفه سیاسی اسلامی شناخته شده است.
حوزه‌های مورد علاقه فلسفی فارابی شامل فلسفه جامعه و دین، فلسفه زبان و منطق، روان‌شناسی و معرفتشناسی، متافیزیک، فلسفه سیاسی و اخلاق بود. او در هر دو زمینه عملی و نظری موسیقی تخصص داشت و اگرچه به‌طور ذاتی دانشمند نبود، آثارش شامل مباحثی در نجوم، ریاضیات، کیهان‌شناسی و فیزیک است.
فارابی به عنوان اولین مسلمانی شناخته می‌شود که فلسفه را به عنوان یک سیستم منسجم در جهان اسلام ارائه کرد و سیستم فلسفی خود را توسعه داد که فراتر از علایق مدرسی پیشینیان نئوافلاطونی یونانی-رومی و ارسطویی سریانی او بود. او نه تنها یک پیشگام در فلسفه اسلامی بود، بلکه بعدها نویسندگان او را «معلم ثانی» نامیدند، در حالی که ارسطو به عنوان «معلم اول» شناخته می‌شد.
تأثیر فارابی بر فلسفه غیرقابل انکار است. از جمله افرادی که تحت تأثیر او قرار گرفتند می‌توان به یحیی بن عدی، ابوسلیمان سجستانی، ابوالحسن عامری و ابویحیی توحیدی؛ ابن سینا، سهروردی و ملاصدرا؛ ابن باجه، ابن طفیل و ابن رشد؛ موسی بن میمون (مایمونیدس)، آلبرتوس ماگنوس و لئو اشتراوس اشاره کرد. او هم در جهان اسلام و هم در غرب لاتین شناخته شده بود.

## زندگی
ابونصر محمد بن محمد فارابی ملقب به فارابی، در حدود سال ۲۵۷ هجری قمری/ ۸۷۰ میلادی در دهکده «وسیج» از ناحیه فاریاب خراسان در افغانستان کنونی متولد شد. پدر وی «محمد بن اوزلغ» یکی از سردارهای سپاه سامانیان بود. به نظر می‌رسد فارابی تحصیلات اولیه خود را در فاریاب به پایان رسانده و مدتی نیز به شغل قضاوت مشغول بوده است. برخی پژوهشگران معاصر، آغاز مطالعات علمی او را از شهر مرو می‌دانند؛ مرو در آن زمان مرکز درس و بحث فلسفی بود و استادان مشهوری در آن تدریس می‌کردند. فاصله کم بین شهر مرو و محل سکونت فارابی حضور او را در شهر تسهیل می‌کرد. فارابی در جوانی به بغداد رفت و نزد متی بن یونس به فراگرفتن منطق و فلسفه پرداخت. سپس به حران سفر کرد و به شاگردی یوحنا بن حیلان درآمد.
دهخدا به نقل از بدیع الزمان فروزانفر می‌نویسد: «اسم پدر او طرخان و نام جدش اوزلوغ است (اما در دانشنامه ایرانیکا رد شده است). نام ازلغ و طرخان هر دو نامهای سغدی ایرانی هستند که نام طرخان از سغدی به ترکی وارد شده است. در شرح زندگی فارابی مطلبی که بر جریان واقعی زندگی دوران طفولیت و جوانی وی باشد در کتاب‌ها وجود ندارد. ابن ابی‌اصیبعه دو خبر متناقض دربارهٔ او نقل می‌کند: اول اینکه فارابی در آغاز کار نگهبان باغی در دمشق بود و دوم اینکه، در جوانی به قضاوت مشغول بود و چون به معارف دیگر آشنا شد، قضاوت را ترک کرد و با تمام میل به طرف معارف دیگر روی آورد.» در جوانی برای تحصیل به بغداد رفت و نزد «متی بن یونس» به فراگرفتن منطق و فلسفه پرداخت. سپس به حرّان سفر کرد و به شاگردی «یوحنا بن حیلان» درآمد.
از آغاز کار، هوش سرشار و علم آموزی وی سبب شد که همه موضوعاتی را که تدریس می‌شد، به خوبی فراگیرد.
به زودی نام او به عنوان فیلسوف و دانشمند شهرت یافت و چون به بغداد بازگشت، گروهی از شاگردان، گرد او فراهم آمدند که «یحیی بن عدی» فیلسوف مسیحی یکی از آنان بود.
در سال ۳۳۰ هجری قمری/۹۴۱ میلادی به دمشق رفت و به «سیف الدوله حمدانی» حاکم حلب پیوست و در زمره علمای دربار او درآمد. فارابی در سال ۳۳۸هجری قمری/۹۵۰میلادی در سن هشتاد سالگی در دمشق وفات یافت. عده‌ای بر این باورند که ابونصر هنگامی که از دمشق به عسقلان می‌رفت به دزدان برخورد. ابونصر گفت: «هر آنچه از مرکب، سلاح، لباس و مال هست بگیرید و با من کاری نداشته باشید.» آن‌ها نپذیرفتند و قصد کشتن او کردند. ابونصر به ناچار با آن‌ها جنگید و کشته شد. امرای شام از حادثه با خبر شدند. ابونصر را دفن کردند و دزدان را بر سر قبر او دار زدند.
مورخان اسلامی معتقدند که فارابی فردی زهد پیشه و عزلت‌گزین و اهل تأمل بود. اعراض او از امور دنیوی به حدی بود که با آن که سیف الدوله برایش از بیت‌المال حقوق بسیار تعیین کرده بود، به چهار درهم در روز قناعت می‌ورزید.
فارابی در انواع علوم بی‌همتا بود. چنان‌که دربارهٔ هر علمی از علوم زمان خویش کتاب نوشت و از کتاب‌های وی معلوم می‌شود که در علوم زبان و ریاضیات و کیمیا و هیئت و علوم نظامی و موسیقی و طبیعیات و الهیات و علوم مدنی و فقه و منطق دارای مهارت بسیار بوده است.
درست است که کندی نخستین فیلسوف اسلامی است که راه را برای دیگران پس از خود گشود؛ اما او نتوانست مکتب فلسفی تأسیس کرده و میان مسائلی که مورد بحث قرار داده است، وحدتی ایجاد کند. در صورتی که فارابی توانست مکتبی کامل را بنیان نهد.
ابن سینا او را استاد خود می‌شمرد و ابن رشد و دیگر حکمای اسلام و عرب، برایش احترام بالایی قائل بودند. ازجمله سخنی از ابن سینا است که اوج منزلت علمی او را بیان می‌کند: کتاب مابعدالطبیعه را مطالعه کردم و بعد از چهل مرتبه مطالعه نتوانستم از اغراض مؤلف آن آگاهی پیدا کنم تا اینکه در بازار به کتابی از ابونصر فارابی برخورد کردم که شرحی بر کتاب مابعدالطبیعه بود. بعد از مطالعه آن توانستم مطالب مابعدالطبیعه را دریابم و بسیار مسرور شدم.
در سنت فلسفه اسلامی، فارابی را بعد از ارسطو که ملقب به «معلم اول» بود، معلم ثانی لقب داده‌اند.

## نسب‌ها
تاریخ‌نگار عرب ابن ابی اصیبعه (وفات ۶۶۸ ه‍.ق) در کتاب العیون خود اشاره کرده است که فارابی که پدر قرآن است، از نسب پارسی بود ابن ندیم در الفهرست خود و نیز الشهروزی که در حوالی سال‌های ۱۲۸۸ میلادی می‌زیست و اولین زندگی‌نامه را نوشته است، نسب وی را ایرانی می‌نویسند. علاوه بر این‌ها فارابی در حاشیه بسیاری از کارهایش به زبان پارسی و سغدی منابعی را معرفی کرده (حتی به زبان یونانی، اما به ترکی نه) حتی زبان سغدی به عنوان زبان مادری وی و زبان ساکنان فاراب یا فاریاب دانسته شده است. محمد جواد مشکور ایرانی زبان بودن اصالت آسیای میانه را استدلال کرده است. اما فاراب یا فاریاب در درجه نخست جزو سرزمین مسلمانان بود و در درجه نخست فارابی به دنیای اسلام و تمام بشریت تعلق دارد و عرب یا پارسی یا ترک بودن وی اهمیتی ندارد. اصالت پارسی فارابی توسط دیگر منابع نیز بحث شده است. همچنین پروفسور دانشگاه آکسفورد آقای بوسورث می‌نویسد که چهره‌های بزرگ مانند فارابی، بیرونی و ابن سینا توسط دانش پژوهان متعصب ترک به نژاد ترکی چسبانده شدند. در دانشنامه ایرانیکا دکتر گوآتاس اظهارات ابن خلکان را نکوهش کرده و مدارک پیش از وی در این زمینه از ابن اصیبعه در مورد پارسی بودن فارابی باعث شده تا ابن خلکان به تلاش برای مدرک‌سازی جهت ترک نشان دادن وی متهم شود. در این راستا وی اشاره می‌کند که ابن خلکان به اسم فارابی نسبت الترک را افزود در حالی که فارابی هرگز چنین نسبتی را نداشته است.

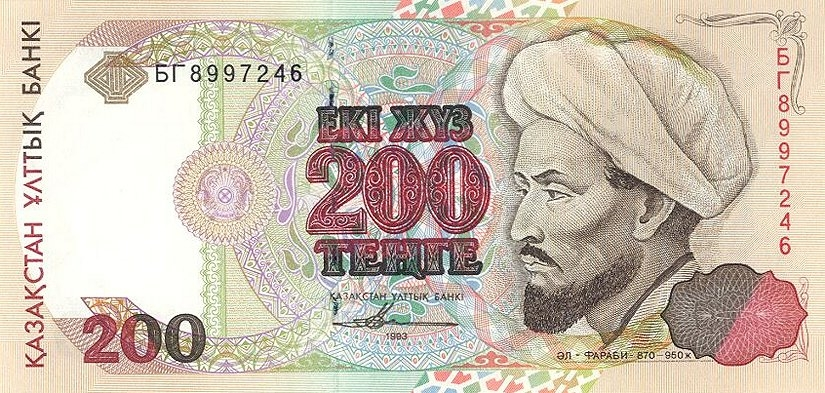
اسکناسی که هم‌اکنون در جمهوری قزاقستان رواج دارد

قدیمی‌ترین کسی که نسب فارابی را ترک دانسته ابن خلکان بوده است. وی در اثر خود وفایات فارابی را متولد فاراب و روستای کوچکی به نام وسیج که اکنون به نام اترار در قزاقستان شناخته می‌شود و از والدینی ترک می‌داند. ابن خلکان گوید: ابو نصر به زبان ترکی، عربی و دری به خوبی آگاه بود و این از تألیفات او به خصوص «کتاب الموسیقی الکبیر» به وضوح پدیدار است. برخی منابع دیگر نیز به این جریان معتقدند. علامه محمد قزوینی نیز جزو موافقان نسب ترکی فارابی است.

## فلسفه فارابی
از عصر فارابی تا عصر سبزواری، یعنی از سده نهم تا نوزدهم میلادی، مبحث خلق جهان و حدوث و قدم عالم مهم‌ترین بحث تفکر اسلامی بود. فارابی به پیروی از ارسطو معتقد بود که جهان «قدیم» است. اما برای آنکه از چهارچوب تعلیمات قرآنی خارج نشود، سعی کرد بین عقیده ارسطو و مسئله خلق جهان در قرآن راهی بیابد. به همین سبب سعی می‌کرد موضوع «فیضان» و «[تجلی]» را با روش عقلی توضیح دهد. او عقل و انواع آن را ابداع خداوند می‌داند. اما اظهار می‌دارد که این ابداع در زمان اتفاق نیفتاده است. او معتقد است که «عقل فعال» ارسطو همان وحی قرآنی است.
فلسفه فارابی آمیزه‌ای است از حکمت ارسطویی و نوافلاطونی که رنگ اسلامی و به خصوص شیعی اثنی‌عشری به خود گرفته است. او در منطق و طبیعیات، ارسطویی است و در اخلاق و سیاست، افلاطونی و در مابعدالطبیعه به مکتب فلوطینی گرایش دارد.

### وحدت فلسفه

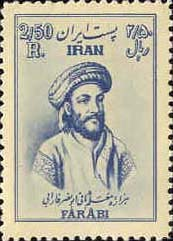

فارابی از کسانی است که می‌خواهند آراء مختلف را با هم وفق دهند. او در این راه بر همه گذشتگان خود نیز سبقت گرفت. او در این راه تا آن جا پیش رفت که گفت: فلسفه، یکی بیشتر نیست و حقیقت فلسفی — هرچند مکاتب فلسفی متعدد باشند — متعدد نیست.
فارابی به وحدت فلسفه سخت معتقد بود و برای اثبات آن براهین و ادله بسیاری ذکر کرد و رسائل متعدد نوشت که از آن جمله، کتاب «الجمع بین رایی الحکیمین افلاطون الالهی و ارسطو» به دست ما رسیده است.
وی معتقد بود که اگر حقیقت فلسفی واحد است، باید بتوان در میان افکار فلاسفه بزرگ به ویژه افلاطون و ارسطو توافقی پدیدآورد. اساساً وقتی غایت و هدف این دو حکیم بزرگ، بحث دربارهٔ حقیقتی یکتا بوده است، چگونه ممکن است در آراء و افکار، با هم اختلاف داشته باشند؟
فارابی میان این دو فیلسوف یونانی پاره‌ای اختلافات یافته بود، اما معتقد بود که این اختلافات، اختلافاتی سطحی است و در مورد مسائل اساسی نیست. مخصوصاً آنکه آن‌ها مبدع و پدیدآورندهٔ فلسفه بوده و همه حکمای بعدی کم و بیش، به این دو متکی هستند.
مسائلی که به عنوان اختلاف مبانی افلاطون و ارسطو مطرح بود و فارابی درصدد هماهنگ ساختن بین آن‌ها برآمد، عبارت بودند از:
روش زندگی افلاطون و ارسطو، روش فلسفی افلاطون و ارسطو، نظریه مُثُل، نظریه معرفت یا تذکر، حدوث و قدم، نظریه عادت.
البته تردیدی نیست که فارابی در این امر رنج بسیاری متحمل شده است؛ اما نکته مهم در این رابطه این است که یکی از منابع او برای انجام این مقصود، کتاب «اثولوجیا» یا «ربوبیت» بود که یکی از بخش‌های کتاب «تاسوعات» فلوطین می‌باشد. وی فکر می‌کرد که این کتاب متعلق به ارسطو است و چون در آن به یک سلسله آراء افلاطونی برخورد کرده بود، همین امر او را بر این کار، تشویق می‌کرد. (در حالی که مطالب این کتاب، ارتباطی با ارسطو نداشت)
بنابراین، اگر چه فارابی در کار خود به توفیق کامل دست نیافت، ولی راه را برای دیگر فلاسفه اسلامی گشود. بدین ترتیب که میان ارسطو و عقاید اسلامی یک نوع هماهنگی ایجاد کرد و فلسفه ارسطو را جزو سرچشمه‌ها و اصول فلسفه اسلامی قرار داد.

## موسیقی
فارابی در کتاب احصاء العلوم در تعریف موسیقی می‌گوید: «علم موسیقی به‌طور کلی، از شناختن انواع الحان و آنچه الحان از آن‌ها تألیف می‌شود بحث می‌کند و روشن می‌سازد که الحان برای چه غرض‌هایی تألیف می‌شوند و چگونه باید تألیف شوند و بر چه حالی باید باشند تا تأثیر آن‌ها بیشتر و دلنشین‌تر گردد.»
کتاب موسیقی کبیر شاهکار فارابی در علم موسیقی است که با ترجمه آذرتاش آذرنوش برگردان شده است. به گفته دکتر عبدالامیر سلیم این کتاب عظیم‌ترین کار دوره اسلامی در زمینه موسیقی است. کارادیوو بیان می‌دارد که دراویش مولوی نغمه‌ها و نواها و آهنگ‌های باستانی را که با خواندن اشعار مولانا همواره زمزمه می‌کردند و همیشه در ذهن داشته‌اند و می‌خوانند همگی منتسب به فارابی است. فارابی در این کتاب سعی کرده است که آرای پیشینیان در مورد موسیقی را جمع‌آوری کند. فارابی در موسیقی کبیر از مباحثی از موسیقی سخن
می‌راند که بیانگر وجود علم تئوری در موسیقی ایرانی از قرن‌های قبل بوده و اینکه بحث صداشناسی، ایقاع یا وزن، ضرب‌های پیچیده و ساده در موسیقی وجود داشته است. فارابی نخستین کسی است که نام خنیاگر معروف دربار خسرو پرویز را به جای باربد، به صورت درست یعنی فهلبذ ضبط کرده است. وی در موسیقی کبیر از دو نوع تنبور بغدادی و خراسانی نیز سخن می‌گوید. او همچنین از ساز شاه رود و شکل آن سخن می‌گوید. فارابی زمانی که شاهرود را توضیح می‌دهد از فاصله پنجم (پرده پنجم) نیز سخن گفته است.

## مذهب
دربارهٔ مذهبِ فارابی اختلاف نظر وجود دارد. برخی از تاریخ‌شناسان معتقدند او سنی بوده، و برخی دیگر او را شیعه می‌دانند. نجار فوزی معتقد است که فلسفه سیاسی فارابی تحت تأثیر شیعیان قرار گرفته است.

## آثار فارابی
آثار فارابی از این قرار است:
1. ما ینبغی ان تعلم قبل الفلسفه (آنچه شایسته است قبل از فلسفه فرابگیری): در این کتاب، فارابی منطق، هندسه، اخلاق نیکو و کناره‌گیری از شهوات را پیش نیاز پرداختن به فلسفه ذکر می‌کند و دربارهٔ هر یک مطالبی بیان می‌نماید.
2. السیاسه المدنیه (سیاست شهری): این کتاب دربارهٔ اقتصاد سیاسی است.
3. الجمع بین رأی الحکیمین افلاطون الالهی و ارسطو طالیس (جمع بین آراء دو حکیم بزرگ، افلاطون الهی و ارسطو):فارابی در این کتاب می‌کوشد بین نظریات افلاطون و ارسطو هماهنگی برقرار سازد.
4. رساله فی ماهیه العقل (رساله‌ای دربارهٔ ماهیت و چیستی عقل): در این رساله اقسام عقول را تعریف و مراتب آن‌ها را بیان می‌کند.
5. تحصیل السعاده (به دست آوردن سعادت): در اخلاق و فلسفه نظری.
6. اجوبه عن مسائل فلسفیه (پاسخ‌هایی به مسائل فلسفی): پاسخ‌هایی است به برخی پرسش‌ها و مسائل فلسفی.
7. رساله فی اثبات المفارقات (رساله‌ای در اثبات وجود موجودات غیر مادی):

در این رساله، فارابی دربارهٔ موجودات غیر مادی بحث می‌کند.
۸) اغراض ارسطوطالیس فی کتاب مابعدالطبیعه (اغراض مابعدالطبیعه ارسطو) یا مقاصد ارسطو در کتاب متافیزیک):
این کتاب از مهم‌ترین کتاب‌های فارابی است که مورد استفاده ابن سینا هم قرار گرفت.
۹) رساله فی السیاسه (رساله‌ای در سیاست):
فارابی دربارهٔ سیاست صحبت می‌کند.
۱۰) فصوص الحکمه (فصوص جمع فص به معنای نگین می‌باشد: نگین‌های حکمت):
این کتاب در مورد حکمت الهی و شامل ۷۴ بحث در این زمینه و مباحث نفس می‌باشد.
۱۱) کتاب موسیقی کبیر:
این اثر جنبه‌های گوناگون موسیقی مانند مقامات را تعیین می‌کند.
۱۲) اندیشه‌های اهل مدینه فاضله:
فارابی در این اثر آرمان شهر خود را بنا می‌کند.
1. احصاءالعلوم: یکی از آثار معروف فارابی، کتاب احصاء العلوم است که در آن علوم متداول زمان خود (یا اصلی‌ترین علوم) را دسته‌بندی کرده است. به عقیده وی، همه دانشها را می‌توان در هشت دسته اصلی جای داد که برخی از آنها، خود شاخه‌هایی گوناگون دارند.
2. فی وجوب صناعه الکیمیا (دربارهٔ ضرورت کیمیا)
3. رساله الحروف: فارابی در این رساله مشکلات کتاب متافیزیک ارسطو را حل می‌کند. یکی از آثار مفصل فارابی است که در آن دربارهٔ کلمات عربی و فارسی و یونانی که بر عینیت و تحقق دلالت دارند و نیز از مقولات بحث می‌کند.[۲۹]

## کارهای جدید بر روی فارابی
به گفته محسن مهدی، فارابی «سنتی را ابداع کرد که تلاش می‌کرد بدون اینکه اصول علمی را فدا کند تا حد امکان آن را با دین آشتی دهد.
او دین را موضوع مطالعه قرار داد و طبعاً علم پیرامونی شد، مثلاً در کتاب «إحصاء العلوم» (امر علمی) علوم را به زبان، منطق، ریاضی، فیزیک، متافیزیک، و غیره تقسیم کرد اما بجای بکاربردن اصطلاح علوم سیاسی یا فلسفه سیاسی از فقه و کلام (قوانین دینی) نام برد و به این ترتیب دین را در جهان‌بینی علمی جای داد.
محسن مهدی در تلاش است تا این سنت را (که فارابی دین و علم را توسط سیاست ارتباط داد) در فکر فلسفی جهان اسلام ادغام کند.
از نظر محسن مهدی، کشف دوباره فارابی کلید سعادت در جهان معاصر خواهد بود، زیرا فارابی تأکید کرده است که «علم و شیوه زندگی از عوامل لازم برای سعادت هستند». یعنی نگاه علمی به دین در چارچوب معرفت سیاسی عرصه حیاتی لازم برای همزیستی فکر و عقیده را باز می‌کند.
فصوص‌الحکم از عمیق‌ترین رسائل فارابی است که شارحان و حکمای بسیاری بر آن شرح نوشته‌اند، که از مشهورترین آنها «شرح فصوص‌الحکم فارابی» نوشته علامه جلال‌الدین آشتیانی است.
شرح علامه آشتیانی برای اولین بار در قالب مقاله در دو قسمت، (به‌گونه‌ای که متن تصحیح‌شده در یک شماره (زمستان ۱۳۵۳) و شرح هیجده فصل در شماره بعد (بهار ۵۴) آمده است)، در مجله دانشکده الهیات دانشگاه فردوسی مشهد به چاپ رسیده است.

## بزرگداشت فارابی
معاون پژوهشی انجمن آثار و مفاخر فرهنگی در گفت‌وگو با خبرنگار فرهنگی ایرنا با اشاره به ثبت روز ۲۱ نوامبر (۳۰ آبان) به عنوان روز بزرگداشت فارابی در تقویم گفت: با توجه به این که روز ۲۱ نوامبر روز جهانی فلسفه است و نظر به شخصیت فارابی و این که معلم ثانی نامیده می‌شود، پیشنهاد ما این بود که همین روز را، روز حکمت و فلسفه به نام فارابی نام‌گذاری کنیم و به همین دلیل روز ۳۰ آبان، به عنوان روز ملی حکمت و فلسفه و بزرگداشت ابونصر فارابی از سوی انجمن آثار و مفاخر فرهنگی پیشنهاد و در شورای عالی انقلاب فرهنگی هم مطرح و تصویب شد.
همچنین دانشکدگان فارابی دانشگاه تهران در قم به افتخار این اندیشمند مسلمان و فیلسوف برجسته ایرانی نام‌گذاری شده است.